# 市川門之助 (6代目)

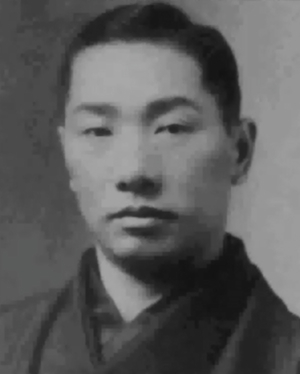
六代目市川門之助の肖像写真。

六代目 市川門之助（ろくだいめ いちかわ もんのすけ、文久2年6月10日〈1862年7月6日〉- 大正3年〈1914年〉8月20日）とは、明治に活躍した歌舞伎役者。屋号は瀧乃屋、定紋は四ツ紅葉。俳名は新車。本名は荒川清太郎（あらかわせいたろう）。

## 来歴
出雲国揖屋村（現在の島根県松江市東出雲町揖屋）に生まれる。慶応3年 (1867年) ごろから村芝居に出るようになり、のちに旅役者の坂東歌調の門人として坂東秀之助（ばんどうひでのすけ）、次いで秀之助が嵐鱗若と改名した為、嵐鱗枝（あらしりんし）を名乗る。旅回りを続けるうちに、石見国（現在の山口県）の回漕問屋に芸を見込まれ、その紹介状を持って大阪の初代市川右團次に入門し市川福之丞と名乗る。
明治18年 (1885年)、大阪の興業師鳥熊のすすめで東京春木座に出演。東京の観客にも評判がよく、これを機に九代目市川團十郎の門下となり明治21年11月、東京市村座『武蔵鐙誉大久保』での中根の娘おかので二代目市川女寅を襲名した。明治30年 (1897年) 10月には明治座の『大森彦七』で師の九代目團十郎の彦七の相方で千早姫をつとめ、これが生涯の当り役となる。この役では師から細かく演技導を受けており、女寅は立ち廻りで彦七に組み伏せられた後、長科白を一気に廻しきる演出を考案、これが好評で現在の型として伝わっている。その後明治43年 (1910年) 6月に六代目市川門之助を襲名、同時に歌舞伎座幹部技芸委員となる。
地方出身の旅役者から東京の大歌舞伎の幹部にまで出世しただけあって、努力の人だった。口跡に訛りがあり、容貌も今一つだったが、芸の力でそれらを補った。当り役は『大森彦七』の千早姫のほか、『艶容女舞衣』（酒屋）のお園、『鏡山旧錦絵』（鏡山）の尾上などによいものがあったという。「これだけ古典的でほのぼのしたものはだれにもなかった」と演劇評論家の三宅周太郎は述懐する。養子に三代目市川左團次がいる。墓所は雑司ヶ谷霊園。